# Claudio Villanueva
Claudio Paulino Villanueva Flores (* 3. August 1988 in Cuenca) ist ein ecuadorianisch-spanischer Geher, der international für Ecuador an den Start geht. 2019 gewann er über 50 km die Goldmedaille bei den Panamerikanischen Spielen.

## Sportliche Laufbahn
Claudio Villanueva stammt aus Cuenca und besitzt neben der ecuadorianischen auch die spanische Staatsangehörigkeit. 2006 nahm an seinen ersten Wettkämpfen im Gehen gegen die nationale Konkurrenz teil. Damals wurde er Ecuadorianischer Vizejuniorenmeister über 10 km. Ab 2007 sammelte er erste internationale Wettkampferfahrung. Im Juli trat er in Brasilien bei den U20-Panamerikameisterschaften über 10 km an und belegte mit Bestzeit von 44:24 min den vierten Platz. 2008 nahm er an seinem ersten internationalen Wettkampf über 20 km teil, kam im russischen Tscheboksary allerdings nicht über Platz 88 hinaus. 2009 belegte er den fünften Platz über 10.000 Meter bei den Ecuadorianischen Meisterschaften. Anschließend zog er in das Heimatland seines Vaters nach Spanien, wo er seitdem in Guadix lebt und trainiert. In den folgenden Jahren nahm er mehrfach bei Wettkämpfen auf dem Europäischen Kontinent teil, in erster Linie in Spanien und Portugal. 2011 bestritt er in Benicassim seinen ersten Wettkampf über 50 km, auf die er sich fortan spezialisierte. Im Rahmen der Spanischen Meisterschaften kam er dabei mit einer Zeit von 4:00:52 h als Dritter ins Ziel. Bis 2013 steigerte er sich bis auf eine Zeit von 3:52:39 h und startete schließlich im August in Moskau das erste Mal bei Weltmeisterschaften. Bei seinem WM-Debüt lief er in 3:50:29 h eine neue Bestzeit und belegte damit im Ziel den 17. Platz. Zuvor gewann er im März seinen ersten Spanischen Meistertitel, dem 2021 ein weiterer folgte.
2016 nahm Villanueva an den Olympischen Sommerspielen in Rio de Janeiro teil und belegte über 50 km den 45. Platz. Im Februar gewann er seine erste Goldmedaille bei den Südamerikanischen Meisterschaften im Gehen. 2020 folgte eine weitere. 2017 trat er in London zum zweiten Mal bei den Weltmeisterschaften an und stellte dabei mit 3:49:27 h eine neue Bestzeit auf, mit der er den 17. Platz belegte. 2018 belegte Villanueva den sechsten Platz bei den heimischen Geher-Meisterschaften Südamerikas. Anfang Juni trat er in Bolivien zum ersten Mal bei den Südamerikaspielen an und verpasste als Vierter knapp die Medaillenränge. 2019 gewann er im März auf der selten zu absolvierenden 35-km-Distanz seinen ersten Ecuadorianischen Meistertitel. Im August trat er in Lima zum ersten Mal bei den Panamerikanischen Spielen an und konnte mit einer Zeit von 3:50:01 h die Goldmedaille gewinnen. Bei den Weltmeisterschaften in Doha erreichte er anschließend nicht das Ziel. 2020 gewann er die Goldmedaille bei den Panamerikanischen Meisterschaften im Gehen. 2021 stellte Villanueva bei seinem zweiten Titelgewinn bei den Spanischen Meisterschaften eine neue Bestzeit von 3:47:56 h auf und qualifizierte sich damit für die Olympischen Sommerspiele in Tokio. Dort erreichte er mehr als einer Stunde nach den Führenden als Letzter derer, die noch im Rennen waren, das Ziel.

## Wichtige Wettbewerbe
| Jahr                | Veranstaltung                 | Ort                 | Platz               | Disziplin           | Zeit                |
| Startet für Ecuador | Startet für Ecuador           | Startet für Ecuador | Startet für Ecuador | Startet für Ecuador | Startet für Ecuador |
| ------------------- | ----------------------------- | ------------------- | ------------------- | ------------------- | ------------------- |
| 2007                | U20-Panamerikameisterschaften | São Paulo           | 4.                  | 10 km Gehen         | 44:24 min           |
| 2013                | Weltmeisterschaften           | Moskau              | 17.                 | 50 km Gehen         | 3:50:29 h           |
| 2016                | Olympische Sommerspiele       | Rio de Janeiro      | 45.                 | 50 km Gehen         | 4:19:33 h           |
| 2017                | Weltmeisterschaften           | London              | 17.                 | 50 km Gehen         | 3:49:27 h           |
| 2018                | Südamerikaspiele              | Cochabamba          | 4.                  | 50 km Gehen         | 4:13:53 h           |
| 2019                | Panamerikanische Spiele       | Lima                | 1.                  | 50 km Gehen         | 3:50:01 h           |
| 2019                | Weltmeisterschaften           | Doha                |                     | 50 km Gehen         | DNF                 |
| 2021                | Olympische Sommerspiele       | Tokio               | 47.                 | 50 km Gehen         | 4:53:09 h           |

## Persönliche Bestleistungen
- 5 km Gehen: 21:28,21 min, 6. Juli 2010, Mataró
- 10 km Gehen: 44:24 min, 7. Juli 2007, São Paulo
- 20 km Gehen: 1:28:26 h, 9. April 2011, Rio Maior
- 35 km Gehen: 2:34:40 h, 15. April 2017, Sucúa
- 50 km Gehen: 3:47:56 h, 14. Februar 2021, Sevilla